# 恋なんです
「恋なんです」（こいなんです）は、日本の歌。
2015年4月・5月に、NHKの音楽番組『みんなのうた』で放送された楽曲。作詞：奥村健一、作曲：蜂須みゆ、歌：ピクソン。

## 概要
- 片思いした相手に思いを素直に伝えることができない初恋をテーマにした曲で、歌詞の1番では学校の教室での日常、2番では雨の日の帰り道、3番では片思いの相手の引っ越し、4番では一年後に駅でその相手を見かけた時のことを歌っている。
- 上記のように、この曲は初恋とともに失恋を歌った曲であるが、みんなのうたでは、1番・2番とその終わりに歌詞を追加したオリジナル版を放送しており、歌詞中の2人がのちにどうなったのか明言しないものとなっている。
- みんなのうたのアニメーションは、今回で番組6回目の参加となる井上雪子が手がけた。
- 歌詞では主人公の性別はどちらとも解釈できるが、映像は女の子視点のものとなっている。
- YouTubeのピクソン公式チャンネルでは、絵本作家のヨシタケシンスケによるアニメーションのミュージックビデオが公開されている。
- 初回放送から2か月後の2015年6月 - 7月に「お楽しみ枠」にて再放送が行われ、その2年後の2017年4月1日・7日・5月5日の「リクエスト枠」で再放送された。
- 2021年10月では『数え歌』・『うじゅくじゅ?』・『花さかニャンコ』と合わせて放送、『花さかニャンコ』のみフルコーラスで、本曲を含む他の3曲はメドレー形式、番組では曲に対する思い出ナレーションが添えられた。なおラジオでは放送されない。

## 収録
本曲を収録したCDおよびDVDが2015年4月29日に発売された
Disc1
1. 恋なんです
  - （作詞：奥村健一　作曲：蜂須みゆ）
2. 猫なんです
  - （作詞：奥村健一　作曲：蜂須みゆ）
3. パパなんです
  - （作詞：奥村健一　作曲：蜂須みゆ）

Disc2（DVD）
1. 恋なんです（男の子篇）～フルサイズ～
  - （作詞：奥村健一　作曲：蜂須みゆ　アニメーション：ヨシタケシンスケ）
2. 恋なんです（女の子篇）～みんなのうたサイズ～
  - （作詞：奥村健一　作曲：蜂須みゆ　アニメーション：井上雪子）

初回限定盤にはヨシタケシンスケ作画絵本「ちいさなうたのえほん」が付属している。